# Broussetaxi

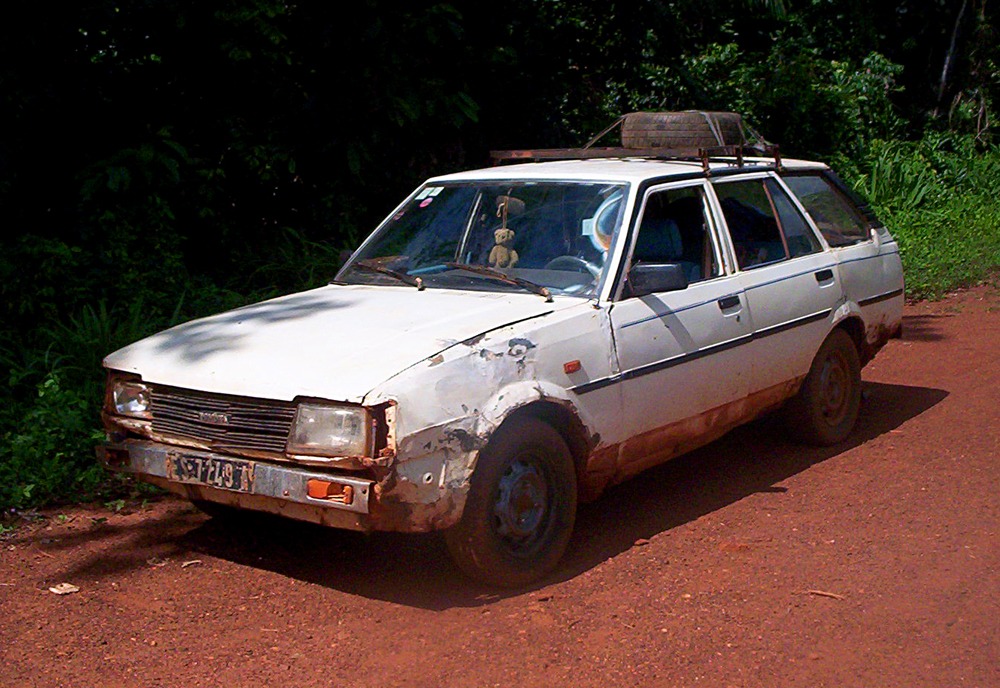
Een Toyota Corolla als een broussetaxi in Kameroen

Een broussetaxi (Frans: taxi-brousse; Mandinka: tanka tanka; letterlijk: struiktaxi) is een interstedelijke deeltaxi zoals die gebruikt wordt in veel Afrikaanse landen.

## Voertuigen
Er worden drie soorten voertuigen gebruikt voor broussetaxi's, namelijk stationwagens, bussen en vrachtwagens. Vaak zijn deze wagens tweedehands en geïmporteerd uit Europa en Japan. De originele zitplaatsen worden er meestal uitgesloopt en vervangen door banken, zodat de taxi meer mensen kan vervoeren. Ook worden voertuigen gebruikt die in landen zoals Nigeria en Kenia zelf in elkaar zijn gezet. De voertuigen zijn vaak in slechte staat en weinig comfortabel, maar ze bieden de reiziger een goedkope mogelijkheid om grote afstanden af te leggen op vaak moeilijk begaanbare wegen.

## In Madagaskar

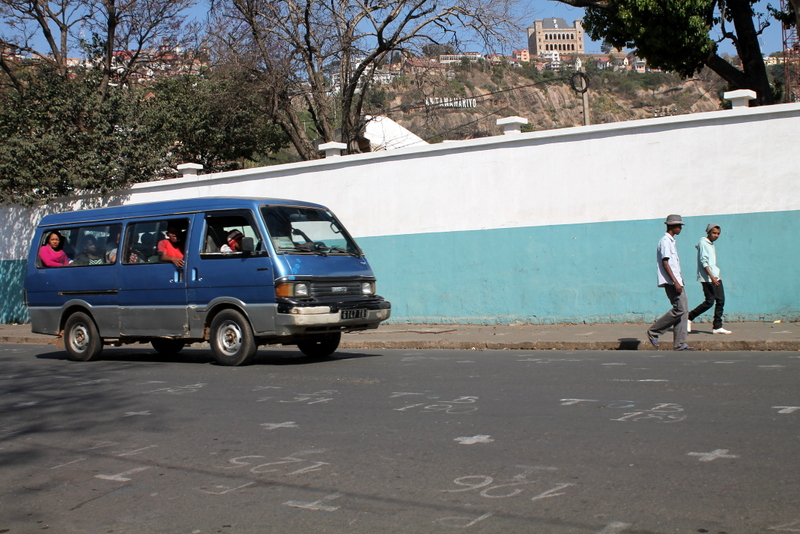
Een broussetaxi in Antananarivo, Madagaskar

Het eiland Madagaskar kent een wegennet dat vaak enkel berijdbaar is door vierwielaangedreven auto's. Toch worden ook hier vaak broussetaxi's ingezet, al slijten ze snel op zulke wegen. Bovendien zijn de wagens niet altijd even veilig, omdat ze over het algemeen slecht onderhouden worden door de chauffeurs. Toch zijn de taxi's een populair vervoermiddel in het land, dankzij het lage tarief en het grote aantal provisorische stations op het eiland. Dit heeft als gevolg dat broussetaxi's vaak een veel groter aantal inzittenden vervoeren dan verantwoord is.